# 岩城一平
岩城 一平（いわき いっぺい、1973年5月18日 - ）は、日本の映像作家・監督。愛媛県伊予郡砥部町出身。

## 来歴
- 1973年：愛媛県伊予郡砥部町生まれ。
- 1992年3月：愛媛県立松山東高等学校卒業。
- 1996年3月：筑波大学人間学群心理学類卒業。同年4月、株式会社ティー・ワイ・オー入社。テレビCM・ミュージックPV・DVDコンテンツ・テレビドラマなどを制作。
- 2004年：ティー・ワイ・オーグループを退社してフリーランスでテレビドラマや映画などの制作・プロデュース業に携わる。
- 2017年頃より監督・演出・ディレクター業に専念し始める。

## 作品
- 2017年：テレビドラマ・Hulu配信ドラマ『赤シャツの逆襲』※文化庁芸術祭出品作品（主演・佐藤二朗、筧利夫）　脚本・プロデューサー
- 2018年：連続ショートドラマ『民話DEドラマ』全12話（GYAO!配信・放送番組センター蔵）　脚本・監督・編集
- 2019年：歴史バラエティドラマ『ソローキン女子の憂鬱』　脚本・監督・編集　 ／　連続ショートプログラム『たけやま3.5のハンパNIGHT!』（日テレ無料・TVer配信）　演出・編集
- 2020年：テレビドラマ・Hulu配信ドラマ『記憶の葉っぱ』※文化庁芸術祭出品作品　脚本・監督・編集　 ／　終戦75年特別プロジェクト・ラジオドラマ『紫電改〜君がくれた紫のマフラー』　構成脚本　 ／　連続ショートプログラム『たけやま3.5のハンパNIGHT!』（日テレ無料・TVer配信）　演出・編集
- 2021年：連続ショートプログラム『二番町の片隅で』全13話　脚本・監督・編集 　 ／　ラジオドラマ『宇和島健歩・事始め〜伊達宗城の憂鬱』　井伊直弼 役(声優) 　 ／　連続ショートプログラム『たけやま3.5のハンパNIGHT!』（日テレ無料・TVer配信）　演出・編集
- 2022年：劇場公開映画『身近き、短き、家族かな』　脚本・監督・編集　／　『雛歩の紙散歩』（YouTube RNB）　企画・演出(〜2025年まで)
- 2023年：南海放送開局70年記念番組『モノトーンの彩り』　脚本・監督・編集
- 2025年：ラジオドラマ『十円易者・村上桂山　〜二百万人を占った男〜 』（RNBラジオ）　脚本・監督・編集

## 受賞
- 2020年　『記憶の葉っぱ』で

日本民間放送連盟賞・全国優秀賞
- 2020年　『紫電改〜君がくれた紫のマフラー』で

日本民間放送連盟賞・中四国最優秀賞
- 2025年　『十円易者・村上桂山　〜二百万人を占った男〜 』で

日本民間放送連盟賞・全国優秀賞